# Jonas Elmer
Jonas Elmer (født 14. marts 1966 i Virum) er en dansk filminstruktør, manuskriptforfatter og tidligere skuespiller.
Som ung spillede han med i filmene Zappa, Rocking Silver og Den kroniske uskyld. Hans instruktørdebut kom med filmen Let's get lost, der til en vis del blev improviseret frem sammen med skuespillerne Sidse Babett Knudsen, Bjarne Henriksen, Nicolaj Kopernikus og Troels Lyby. Den vandt blandt andet Bodilprisen for bedste danske film i 1998. Siden har han instrueret filmen Monas verden og Nynne, og i 2008 instruerede Elmer New in Town med Renée Zellweger og Harry Connick, Jr..

## Udvalgt filmografi
| Udgivelsesår | Titel                 | Noter                                           |
| ------------ | --------------------- | ----------------------------------------------- |
| 1981         | Historien om Kim Skov | som skuespiller; Skoleelev                      |
| 1983         | Zappa                 | som skuespiller; Folke                          |
| 1983         | Rocking Silver        | som skuespiller; Buller som ung                 |
| 1985         | Den kroniske uskyld   | som skuespiller; Esben                          |
| 1995         | Debut                 | kortfilm, som instruktør og manuskriptforfatter |
| 1997         | Let's get lost        | som instruktør og manuskriptforfatter           |
| 1998         | Det sublime           | kortfilm, som instruktør og manuskriptforfatter |
| 1999         | Bornholms stemme      | (second unit instruktør)                        |
| 2001         | Monas verden          | som instruktør                                  |
| 2002-2003    | Langt fra Las Vegas   | (TV, 21 afsnit) (instruktør)                    |
| 2005         | Nynne                 | som instruktør                                  |
| 2009         | New in Town           | som instruktør                                  |
| 2011         | Svinehund             | kortfilm, som instruktør og manuskriptforfatter |
| 2014         | Det andet liv         | som instruktør og manuskriptforfatter           |
| 2017         | Jeg er William        | som instruktør                                  |

## Eksterne links
- Jonas Elmer på Internet Movie Database (engelsk)
- Jonas Elmer på Filmdatabasen
- Jonas Elmer på danskefilm.dk
- Jonas Elmer på danskfilmogtv.dk
- Jonas Elmer på Scope
- Jonas Elmer på Svensk Filmdatabas (svensk)
- Jonas Elmer på AlloCiné (fransk)
- Jonas Elmer på AllMovie (engelsk)
- Jonas Elmer på The Movie Database (engelsk)

|  | Artiklen om Jonas Elmer kan blive bedre, hvis der indsættes et (bedre) billede Du kan hjælpe ved at afsøge Wikimedia Commons for et passende billede eller uploade et godt billede til Wikimedia Commons iht. de tilladte licenser og indsætte det i artiklen. |